# Калашников Володимир Ілліч
Володимир Ілліч Калашников (нар. 16 жовтня 1929, місто Прикумськ, тепер місто Будьонновськ Ставропольського краю, Російська Федерація — загинув 6 вересня 2008, село Жаворонки Одинцовського району Московської області, Російська Федерація) — радянський державний діяч, 1-й секретар Волгоградського обласного комітету КПРС, міністр меліорації і водного господарства Російської РФСР. Член ЦК КПРС у 1986—1990 роках. Депутат Верховної Ради СРСР 11-го скликання. Народний депутат СРСР у 1989—1991 роках.

## Життєпис
У 1946—1950 роках — студент Ставропольського сільськогосподарського інституту, вчений-агроном.
У 1950—1951 роках — головний агроном Арзгірського районного відділу бавовництва Ставропольського краю. У 1951 році — головний агроном колгоспу імені Сталіна села Петропавлівське Арзгірського району Ставропольського краю.
У 1951—1953 роках — дільничний агроном Будьонновської машинно-тракторної станції Ставропольського краю.
Член КПРС з 1954 року.
У 1955—1957 роках — директор Будьонновської машинно-тракторної станції Ставропольського краю.
У 1957—1961 роках — директор вівцерадгоспу «Прикумський» села Новая жизнь Прикумського району Ставропольського краю.
У 1961—1962 роках — 2-й секретар Прикумського районного комітету КПРС Ставропольського краю.
У 1962 році — 1-й секретар Предгорного районного комітету КПРС Ставропольського краю.
У 1962—1964 роках — начальник Кочубеївського виробничого колгоспно-радгоспного управління Ставропольського краю.
У 1964—1973 роках — начальник управління меліорації і водного господарства Ставропольського крайвиконкому.
У 1973—1975 роках — завідувач відділу Ставропольського крайового комітету КПРС.
У 1975—1982 роках — секретар Ставропольського крайового комітету КПРС.
20 вересня 1982 — 23 січня 1984 року — міністр меліорації і водного господарства Російської РФСР.
24 січня 1984 — 24 січня 1990 року — 1-й секретар Волгоградського обласного комітету КПРС.
З 1990 року — персональний пенсіонер союзного значення в Москві.
З 1991 року — директор малого підприємства «Агроекосистема».
6 вересня 2008 року потрапив під електричку. Згідно із заповітом, похований в місті Ставрополі, поруч із могилою його матері.

## Нагороди і звання
- орден Жовтневої Революції
- два ордени Трудового Червоного Прапора
- два ордени «Знак Пошани»
- медаль «За доблесну працю. В ознаменування 100-річчя з дня народження Володимира Ілліча Леніна» (1970)
- медалі
- Почесний громадянин Волгоградської області